# مريسة
المريسة (وتُعرف أيضًا باسم مريسة أو ماريسة) هي مشروب تقليدي مخمّر شائع في جنوب السودان. تُحضرها النساء في السودان كمصدر للدخل. تُصنع المريسة عن طريق تخمير التمر، الدخن والذرة الرفيعة. وُصفت عملية التخمير بأنها معقّدة وفقًا لمعايير صناعة الجعة الغربية، حيث تشمل أكثر من اثنتي عشرة خطوة. تستغرق عملية التخمير من 8 إلى 10 ساعات، وتصل نسبة الكحول في المريسة إلى 6%.
يُعد شرب أو بيع المريسة غير قانوني في شمال السودان وتصل العقوبة إلى 40 جلدة، بالإضافة إلى الغرامات والسجن.
تُعرف قرود البابون في السودان بأنها تشرب المريسة عندما تُقدَّم لها.